# Skhira (délégation)
Pour l’article homonyme, voir Skhira.
Skhira est une délégation tunisienne dépendant du gouvernorat de Sfax.
Créée en 1968, elle se divise en sept imadas : El Hamada, El Kenitra, El Khadra, Naouel, Sbih, Sidi Mhammed et Skhira.
En 2004, elle compte 29 616 habitants dont 14 686 hommes et 14 930 femmes répartis dans 5 137 ménages et 5 459 logements.